# Conondale-Nationalpark
Der Conondale-Nationalpark ist ein Nationalpark im australischen Bundesstaat Queensland.
Im Jahr 2009 wurde der Nationalpark um mehr als 300 Quadratkilometer erweitert, was die Fläche von vormals 68 Quadratkilometern um mehr als das Fünffache erweitert hat.

## Lage
Er befindet sich etwa 130 Kilometer nördlich von Brisbane in der Conondale Range.
In der Nachbarschaft liegen die Nationalparks Bellthorpe, Maleny, Kondalilla und Mapleton Falls.

## Flora und Fauna
Das zerklüftete Bergland ist überwiegend von Regen- und Eukalyptuswäldern bedeckt. Zahlreiche Wasserfälle, steinige Bäche und Schluchten prägen die Landschaft. Der Park beherbergt insgesamt 120 verschiedene Vogelarten und zahlreiche verschiedene Säuger wie den Großen Gleithörnchenbeutler (Petaurus australis). Zu den seltenen Arten des Schutzgebietes zählen Litoria pearsoniana, eine Art der Australischen Laubfrösche, und der Fuchshabicht (Erythrotriorchis radiatus).